# Lysistrata (operetă Paul Lincke)
Lysistrata este o operetă de Paul Lincke.
Premiera: Berlin, 1902.